# Megachile vestitor
Megachile vestitor är en biart som beskrevs av Cockerell 1910. Megachile vestitor ingår i släktet tapetserarbin, och familjen buksamlarbin. Inga underarter finns listade i Catalogue of Life.